# Holigarna caustica
Holigarna caustica là một loài thực vật có hoa trong họ Đào lộn hột. Loài này được (Dennst.) Oken mô tả khoa học đầu tiên năm 1841.